# كانتون بانغي
كانتون بانغي (بالإنجليزية: El Pangui Canton)‏ هو كانتون في الإكوادور، يتبع مقاطعة زامورا تشينتشيبه.